# بيدرو نويل
بيدرو نويل هو صحفي برازيلي، ولد في 1987 في بتروبوليس في البرازيل.